# Ruderaal terrein

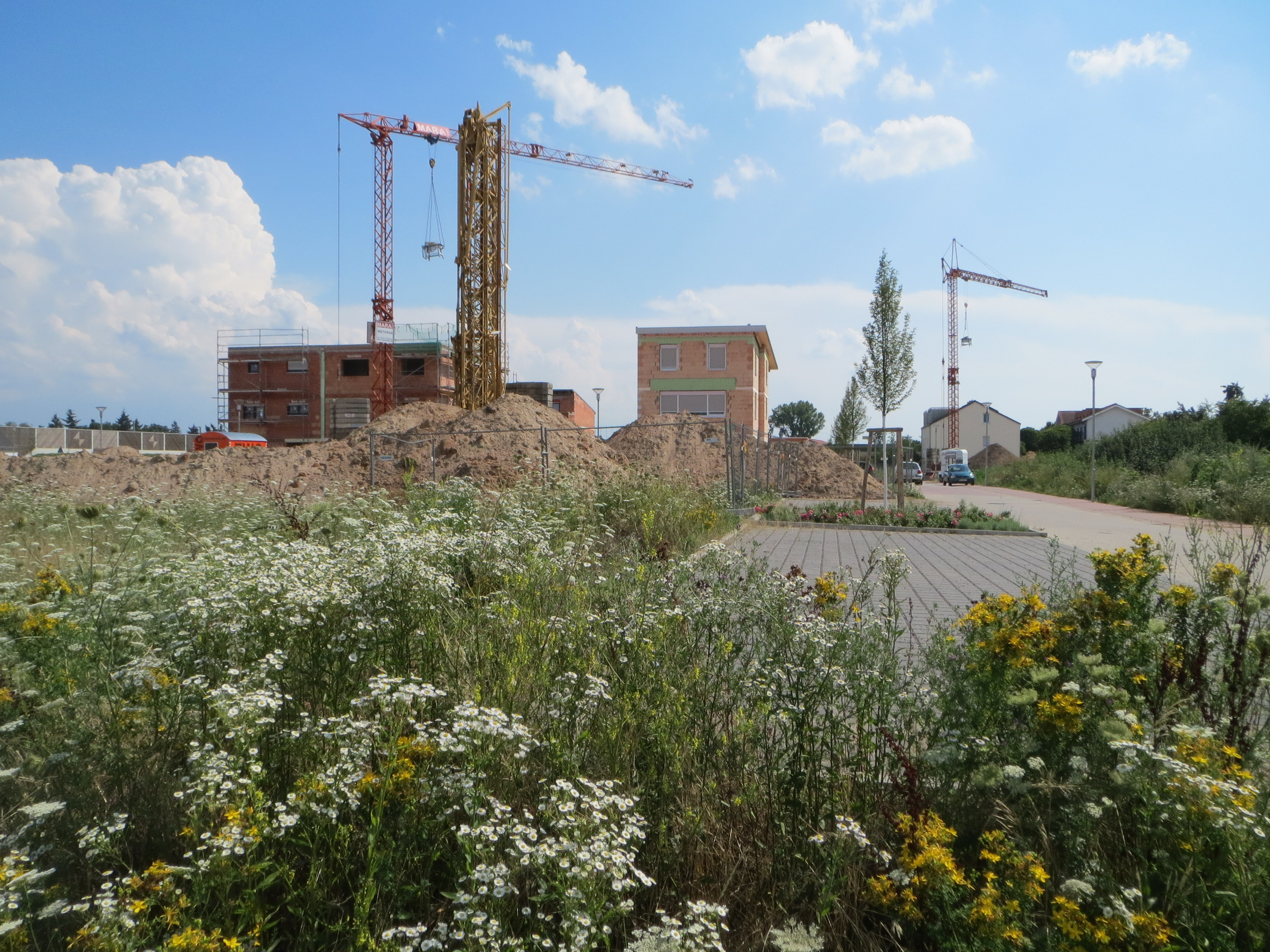
Ruderaal terrein met ruderale vegetatie

Ruderaal terrein is een biotoop dat door menselijke activiteit, bijvoorbeeld gestort puin of stenen, is verstoord, en waarvan de bodem een grote hoeveelheid voedingsstoffen bevat, met name stikstofverbindingen in de vorm van nitraten en ammoniumverbindingen. 
Voorbeelden van ruderaal terrein zijn bouwterreinen, industrieterreinen, spoor- en wegbermen, slootkanten en braakliggende terreinen. 
Ruigte (ruderale vegetatie) is de voor ruderaal terrein kenmerkende plantengroei, die vaak bestaat uit tweejarige, kruidachtige planten: ruderale soorten.

Ruderale terreinen
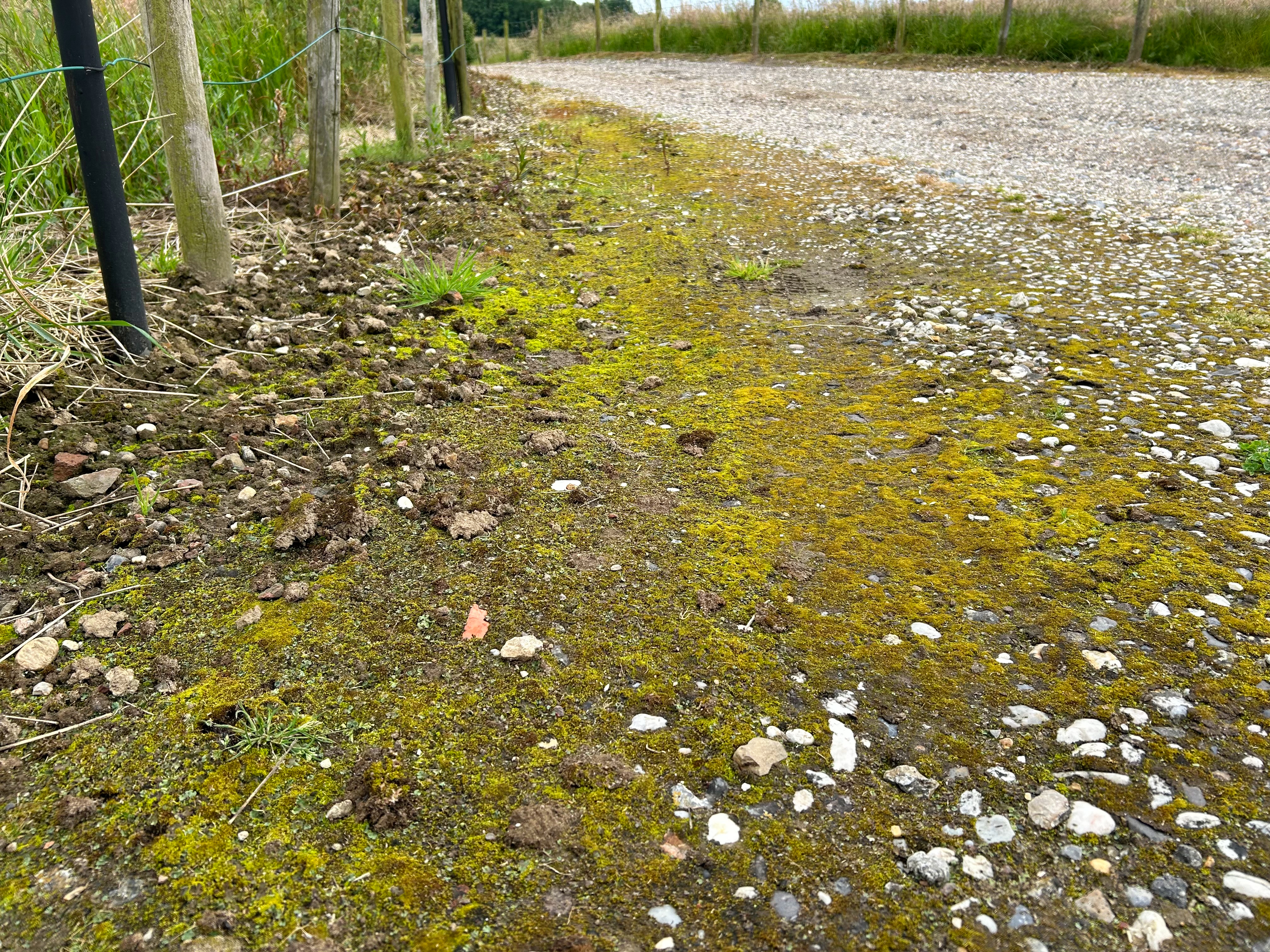
smaragdsteeltjes-associatie
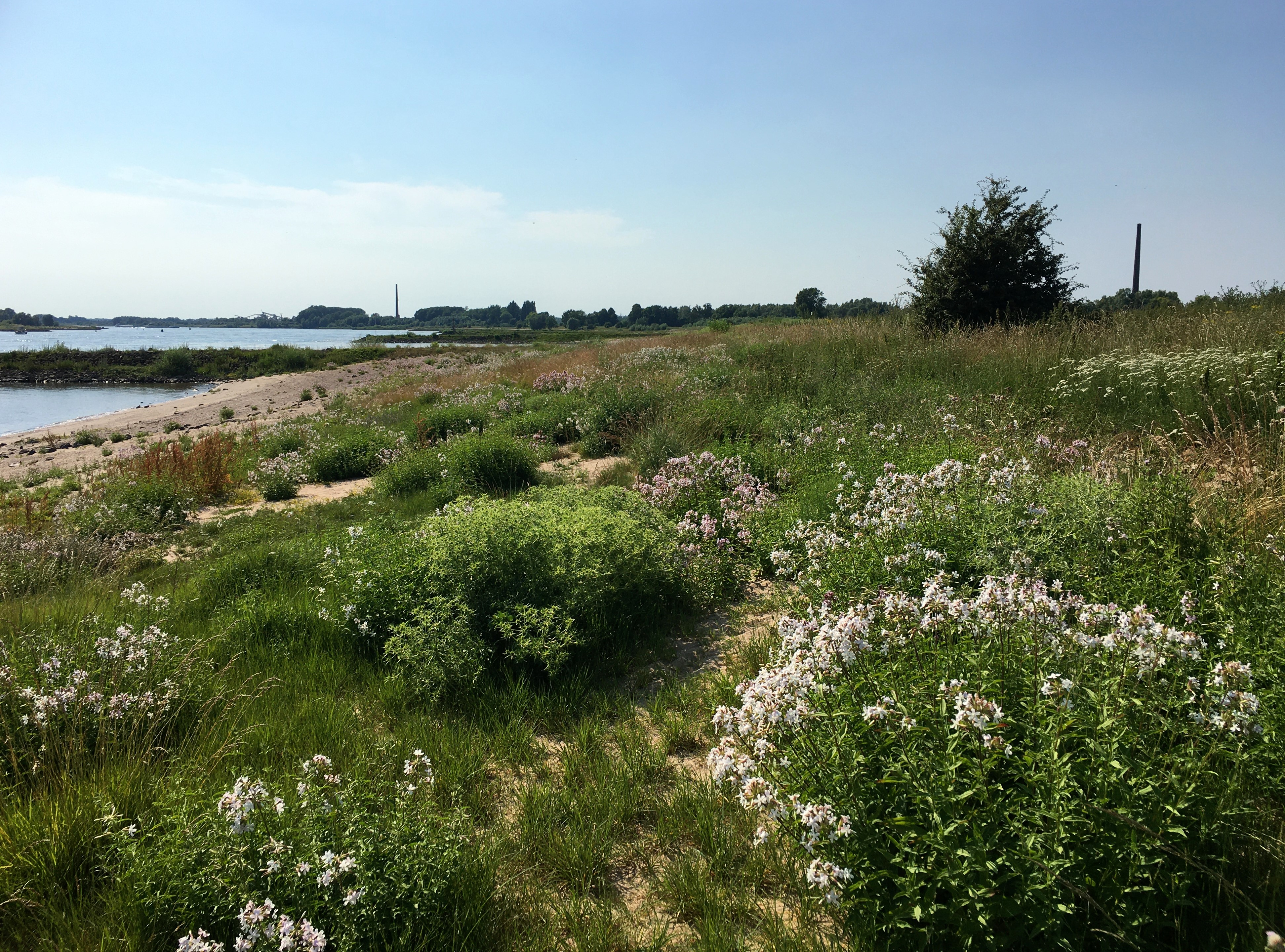
kweekdravik-associatie
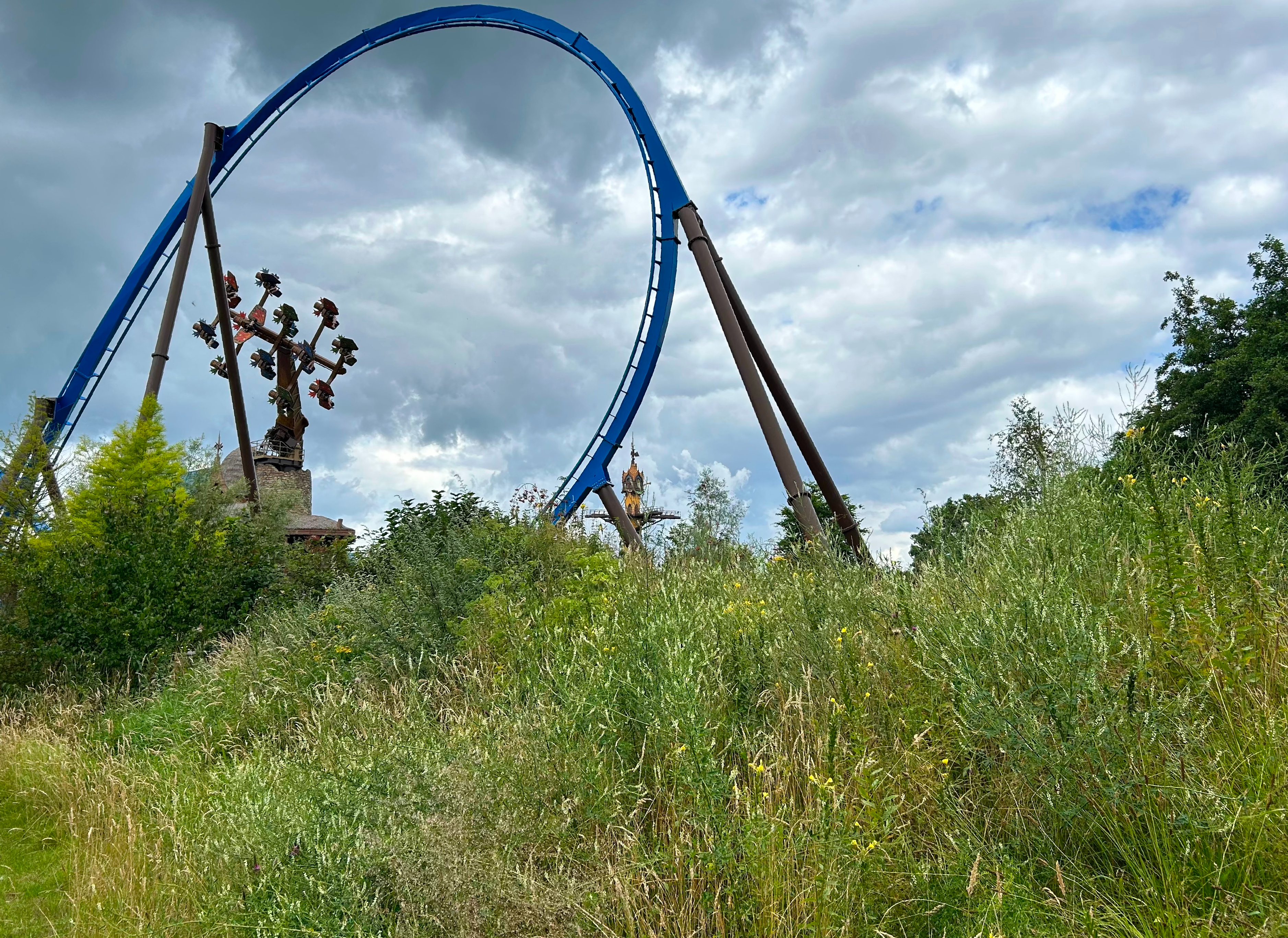
honingklaver-associatie bij een pretpark
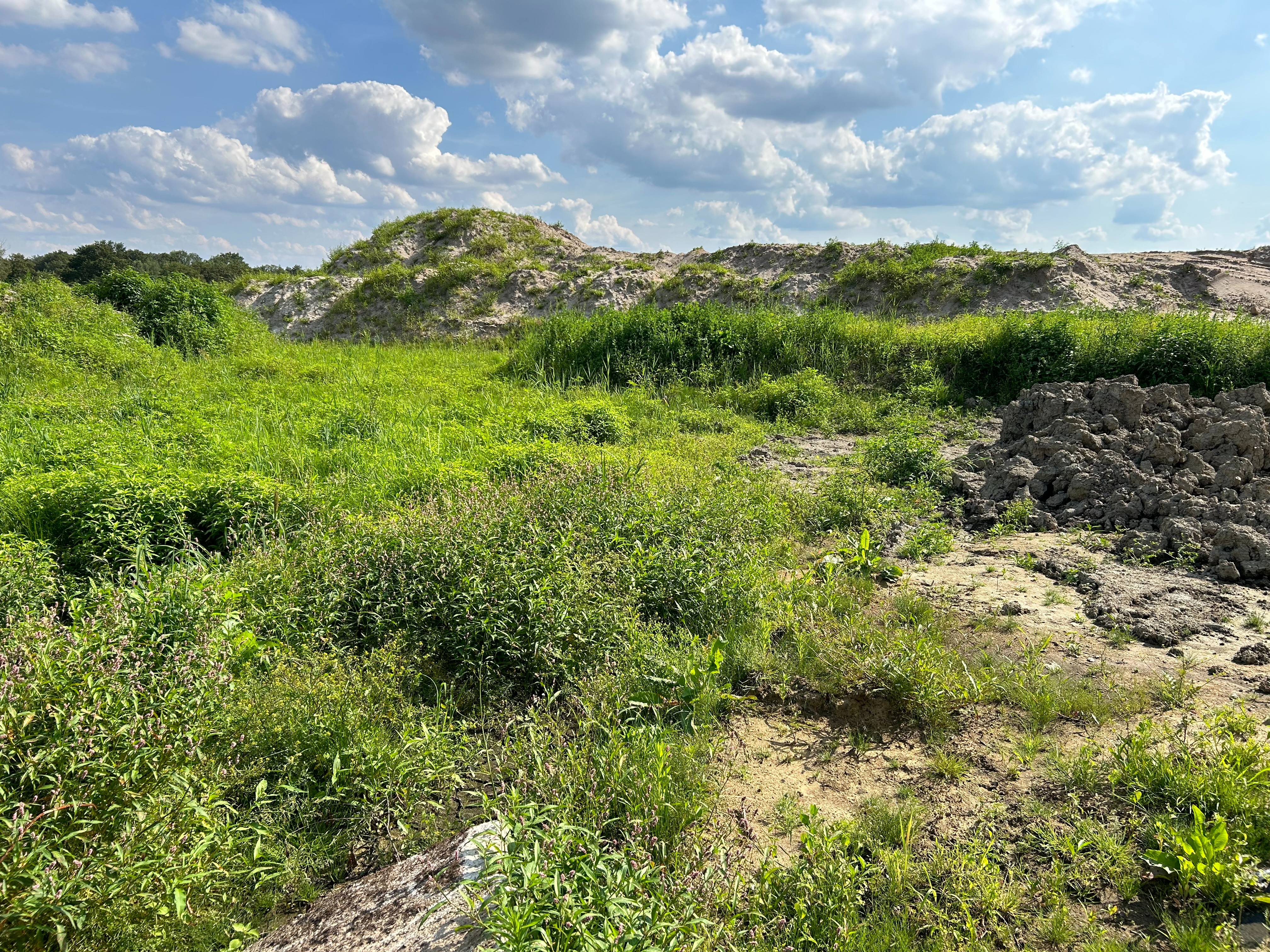